# Gareth Morris
Gareth Charles Walter Morris (* 13. Mai 1920 in Clevedon/Somerset; † 14. Februar 2007) war ein englischer Flötist.

## Werdegang
Der Sohn der Pianistin Enid Payne, einer Schülerin von Robert Teichmüller in Leipzig, besuchte die Bristol Cathedral School und begann zwölfjährig Flöte zu spielen. Zwei Jahre später begann er ein Studium bei Robert Murchie an der Royal Academy of Music, das er beendete, nachdem ihm eine professionelle Teilnahme an einer Aufführung der Matthäuspassion von Bach verboten worden war. 
1939 debütierte Morris als Solist an der Wigmore Hall. Während des Zweiten Weltkrieges war er Erster Flötist des RAF Symphony Orchestra. Nach dem Krieg arbeitete er in London mit verschiedenen Kammerorchestern, als Solist und mit dem Dennis Brain Wind Ensemble. 1948 holte ihn Walter Legge als Nachfolger von Arthur Gleghorn in das von ihm gegründete Philharmonia Orchestra. Hier trat er unter Leitung von Otto Klemperer, Wilhelm Furtwängler und Herbert von Karajan auf. Nach der Auflösung der Philharmonie 1964 wurde Morris Leiter des nachfolgenden New Philharmonia Orchestra, von dem er sich 1972 aus gesundheitlichen Gründen und wegen künstlerischer Differenzen trennte.
Morris spielte englische Erstaufführungen von Kompositionen William Alwyns, York Bowens, Jacques Iberts, Gordon Jacobs, Frank Martins, Bohuslav Martinůs, Francis Poulencs, Sergei Prokofievs und Mátyás Seibers.Gordon Jacob widmete ihm sein Flötenkonzert, Alan Rawsthorne sein Konzert für Flöte und Horn.
Seit 1945 unterrichtete Morris an der Royal Academy. Zu seinen Schülern zählten die Flötisten David Butt (BBC Symphony Orchestra), David Haslam (Northern Sinfonia), Sebastian Bell (London Sinfonietta), Alan Lockwood (BBC Northern Symphony Orchestra) sowie Fritz Spiegl, Atarah Ben-Tovim und Colin Chambers (Royal Liverpool Philharmonic). 1986 zog sich Morris von der Lehrtätigkeit an der Royal Academy zurück, gab aber noch privaten Unterricht. 1991 erschien seine Flötenschule Flute Technique. Sein Bruder Christopher Morris war Musikverleger bei der Oxford University Press, sein Bruder James, der Edmund Hillary bei der Erstbesteigung des Mount Everest 1951 begleitete, wurde unter dem Namen Jan Morris als Reiseschriftsteller bekannt.